# Guadalupe Amaro
Guadalupe Amaro Ferreira (Chamusca, Portugal, 1995) é uma ativista portuguesa.

## Biografia
Guadalupe nasceu na Chamusca em dezembro de 1995, filha de um empregado de restaurante e de uma funcionária de escola secundária. É uma mulher trans que, ao nascer, foi designada do sexo masculino. Os avós maternos, naturais da freguesia de Ulme, também no concelho da Chamusca, eram agricultores. Já os avós paternos eram retornados, oriundos de Angola, que vieram para Portugal por altura da descolonização, em 1975. Guadalupe descende por linhagem paterna do soba do Bié, Soma Inene (Rei) Viye[carece de fontes?], derrotado pelo exército português em 1903, aquando das campanhas de pacificação na então colónia portuguesa de Angola. Uma das suas trisavós era filha do sertanejo Silva Porto e de uma escrava oriunda do Katanga. Guadalupe tem relatado em várias entrevistas que sofreu várias privações durante a sua infância, uma vez que a sua família era muito pobre, tendo também sofrido agressões físicas por parte do pai. Durante a adolescência, Guadalupe viria a identificar-se abertamente como um adolescente gay, uma vez como diria mais tarde, não tinha referências transgénero que lhe permitissem identificar-se como mulher naquela época. Em 2013, após concluir o ensino secundário, mudou-se para Lisboa para estudar medicina veterinária, na Faculdade de Medicina Veterinária da Universidade de Lisboa, curso que concluiu em 2022 com distinção. Nesta faculdade, Guadalupe foi aluna do deputado de Pedro dos Santos Frazão, deputado do Chega na Assembleia da República desde 2022.
A mudança para Lisboa transformaria definitivamente a vida de Guadalupe. O contacto com outras realidades, nomeadamente LGBT, e a frequência da movida gay lisboeta levariam a que a determinada altura Guadalupe se começasse a identificar como sendo do género feminino. A mudança de género nos documentos oficiais ocorreria apenas em 2020, tendo escolhido o nome "Guadalupe" após a consulta de uma lista de nomes da conservatória. Ao mesmo tempo, Guadalupe mantinha uma conta na rede social Twitter (atual X), que alimentava diariamente com comentários sobre política, trivialidades e confissões íntimas que se tornaram bastante populares, levando a que um número crescente de seguidores a passasse a acompanhar. Guada, como também é conhecida, saltou definitivamente para a ribalta em 2021 após angariar mais de 15 000 euros num peditório online para efetuar uma cirurgia de redesignação sexual num hospital privado. Desde então, tornou-se militante do Partido Comunista Português, participou em vários programas de televisão, ao lado de Fábio Porchat, Bruno Nogueira e Diogo Faro, tendo inclusive apresentado alguns episódios do Curto Circuito, na SIC Radical, ao lado de Luana do Bem. Guada é também cronista dos jornais Novo e do Público. A sua ascensão meteórica ao estrelato[carece de fontes?] não estaria, no entanto, alheia a polémicas. Em 2021, foi convidada por Manuel Luís Goucha para uma entrevista no programa televisivo Goucha, da TVI, tendo recusado e acusado o apresentador de a tentar instrumentalizar a ela e à comunidade trans, acusando-o também de ser uma vergonha para a comunidade LGBT e chamando-lhe inclusivamente de "porco". A polémica foi capa de algumas revistas de coração. Inesperadamente, em 2024, Guada apagou a sua conta do X (antigo Twitter), quando a sua popularidade atingia o seu pico máximo.